# Pete Quaife
Peter Alexander Greenlaw "Pete" Quaife, född 31 december 1943 i Tavistock, Devon, död 23 juni 2010 i Herlev, Danmark, var en brittisk basist. Han var basist i the Kinks från starten 1963 fram till mars 1969 då han lämnade gruppen efter att den inte ha fått någon hit på ett par år. Det album där hans närvaro märks mest är livealbumet Live at Kelvin Hall som släpptes 1968. Han var med i musikgruppen Mapleoak ett tag efter sin splittring från the Kinks. Han bodde längre perioder i Kanada och Danmark.